# Museu Nacional de Varsóvia
O Museu Nacional de Varsóvia (em polonês/polaco:  Muzeum Narodowe w Warszawie), popularmente abreviado como MNW, é um museu nacional em Varsóvia, um dos maiores museus da Polônia e o maior da capital. Compreende uma rica coleção de arte antiga (egípcia, grega, romana), contando com cerca de 11 000 peças, uma extensa galeria de pintura polonesa desde o século XVI, e uma coleção de pintura estrangeira (italiana, francesa, flamenga, holandesa, alemã e russa), incluindo algumas pinturas da coleção privada de Adolf Hitler, cedida ao Museu pelas autoridades americanas na Alemanha do pós-guerra. O museu também abriga coleções numismáticas, uma galeria de Arte aplicada e um departamento de arte oriental, com a maior coleção de arte chinesa da Polônia, compreendendo cerca de 5 000 objetos.
O Museu possui a Galeria Faras, com a maior coleção de arte cristã núbia da Europa e a Galeria de Arte Medieval com artefatos de todas as regiões historicamente associadas à Polônia, complementada por obras selecionadas de outras regiões da Europa.